# Tuberculatus pappus
Tuberculatus pappus är en insektsart. Tuberculatus pappus ingår i släktet Tuberculatus och familjen långrörsbladlöss. Inga underarter finns listade i Catalogue of Life.